# Джон Мічін
Джон Бесфорд Мічін (англ. John Basford Meachin, 6 жовтня 1941 — 2 березня 2001) — футбольний арбітр з Канади. Розпочинав як футболіст, виступав за «Астон Віллу», «Манчестер Сіті» та «Манчестер Юнайтед». Травма змусила його кинути футбол і розпочати суддівську кар'єра. Мічін працював міжнародним арбітром ФІФА дев'ять років, відсудивши зокрема молодіжний чемпіонат світу 1987 року в Чилі, а також Чемпіонат націй КОНКАКАФ 1985 та 1989 років.

## Міжнародні матчі
| Дата                  | Матч                   | Рахунок | Турнір                        | ЖК | YK · YK · RK | RK |
| --------------------- | ---------------------- | ------- | ----------------------------- | -- | ------------ | -- |
| 25 липня 1984 року    | Канада — Чилі          | 0 — 0   | Товариський матч              | ?  | ?            | ?  |
| 31 травня 1985 року   | США — Коста-Рика       | 0 — 1   | Чемпіонат націй КОНКАКАФ 1985 | ?  | ?            | ?  |
| 2 червня 1985 року    | Мексика — Італія       | 1 — 1   | Товариський матч              | ?  | ?            | ?  |
| 24 травня 1986 року   | Канада — Англія        | 0 — 1   | Товариський матч              | ?  | ?            | ?  |
| 2 квітня 1989 року    | Коста-Рика — Гватемала | 2 — 1   | Чемпіонат націй КОНКАКАФ 1989 | 3  | 0            | 0  |
| 5 листопада 1989 року | США — Сальвадор        | 0 — 0   | Чемпіонат націй КОНКАКАФ 1989 | ?  | ?            | ?  |